# میرامار بیچ (فلوریدا)
میرامار بیچ (به انگلیسی: Miramar Beach) یک منطقهٔ مسکونی در ایالات متحده آمریکا است که در شهرستان والتون، فلوریدا واقع شده‌است. میرامار بیچ ۱۲٫۲ کیلومتر مربع مساحت و ۶٬۱۴۶ نفر جمعیت دارد و ۶ متر بالاتر از سطح دریا قرار دارد.